# 维兰德

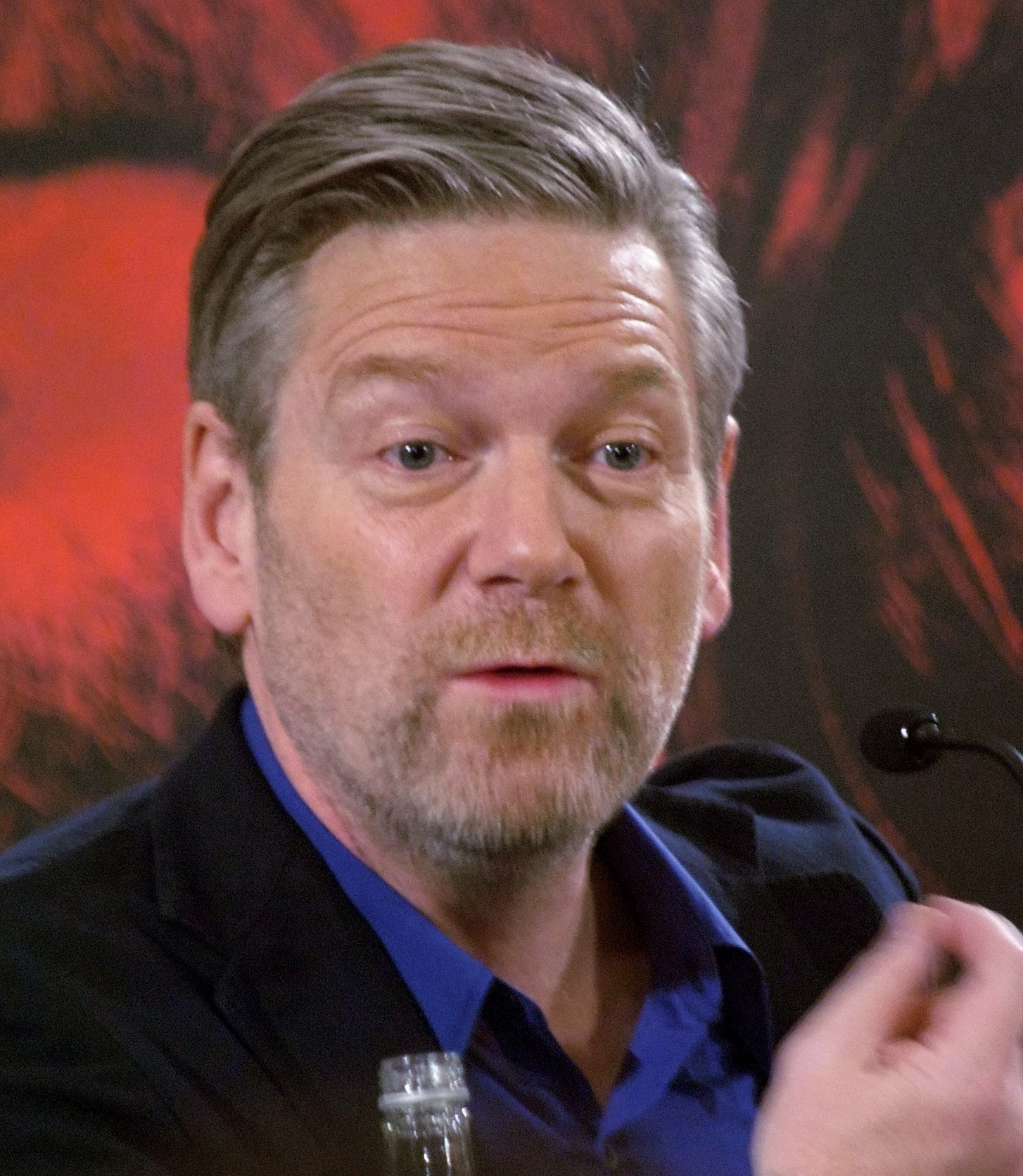
肯尼斯·布莱纳亲自找到贺宁·曼凯尔，询问他是否可以扮演维兰德

《维兰德》（英語：Wallander）是一部英国犯罪电视剧，改编自瑞典人小说賀寧·曼凱爾的库尔特·维兰德系列小说。讲述了挣扎于家庭和破案工作之间的瑞典探长维兰德（簡尼夫·班納饰）的故事。
本剧每集90分钟，每季3集。前三季分別在2008年、2010年和2012年播出，第四季為最后一季，於2014年夏天拍摄。
本剧赢得了评论界的高度评价，赢得一项广播新闻协会奖和包括最佳电视剧奖在内的四项英國學術電視獎。